# Obereopsis subvitticollis
Obereopsis subvitticollis là một loài bọ cánh cứng trong họ Cerambycidae.